# Heroïv Dnipra (métro de Kiev)
Heroïv Dnipra (ukrainien : Героїв Дніпра) est une station terminus de la ligne Obolonsko-Teremkivska (M2) du métro de Kiev. Elle est située dans le raïon d'Obolon de la ville de Kiev en Ukraine.
Mise en service en 1982, elle est desservie par les rames de la ligne M2. Le service est arrêté ou perturbé depuis l'invasion de l'Ukraine par la Russie en 2022.

## Situation sur le réseau
Établie en souterrain, la station Heroïv Dnipra, est une station terminus de la ligne Obolonsko-Teremkivska (M2) du métro de Kiev. Elle est située avant la station Minska, en direction du terminus sud, Teremky.
Elle dispose d'un quai central encadré par les deux voies de la ligne.

## Histoire
La station Heroïv Dnipra est mise en service le 6 novembre 1982, lors de l'ouverture à l'exploitation des 2,2 km du prolongement de la ligne de Prospekt Korneïtchouka (ancien nom de Obolon) à Heroïv Dnipra, le nouveau terminus nord. Elle est réalisée par les architectes G. Andreev et F. Zaremba.

## Services aux voyageurs

### Accès et accueil

Installations
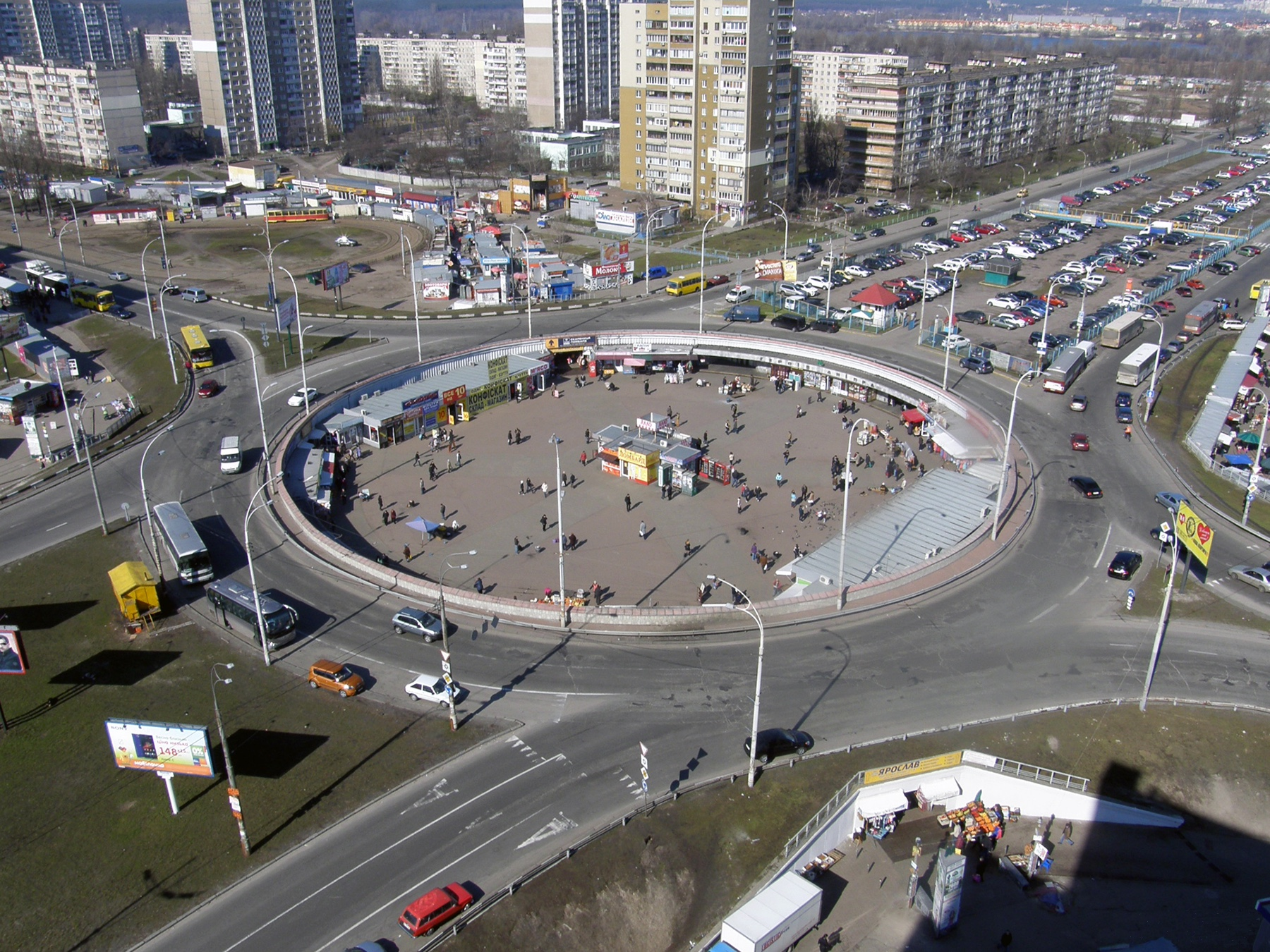
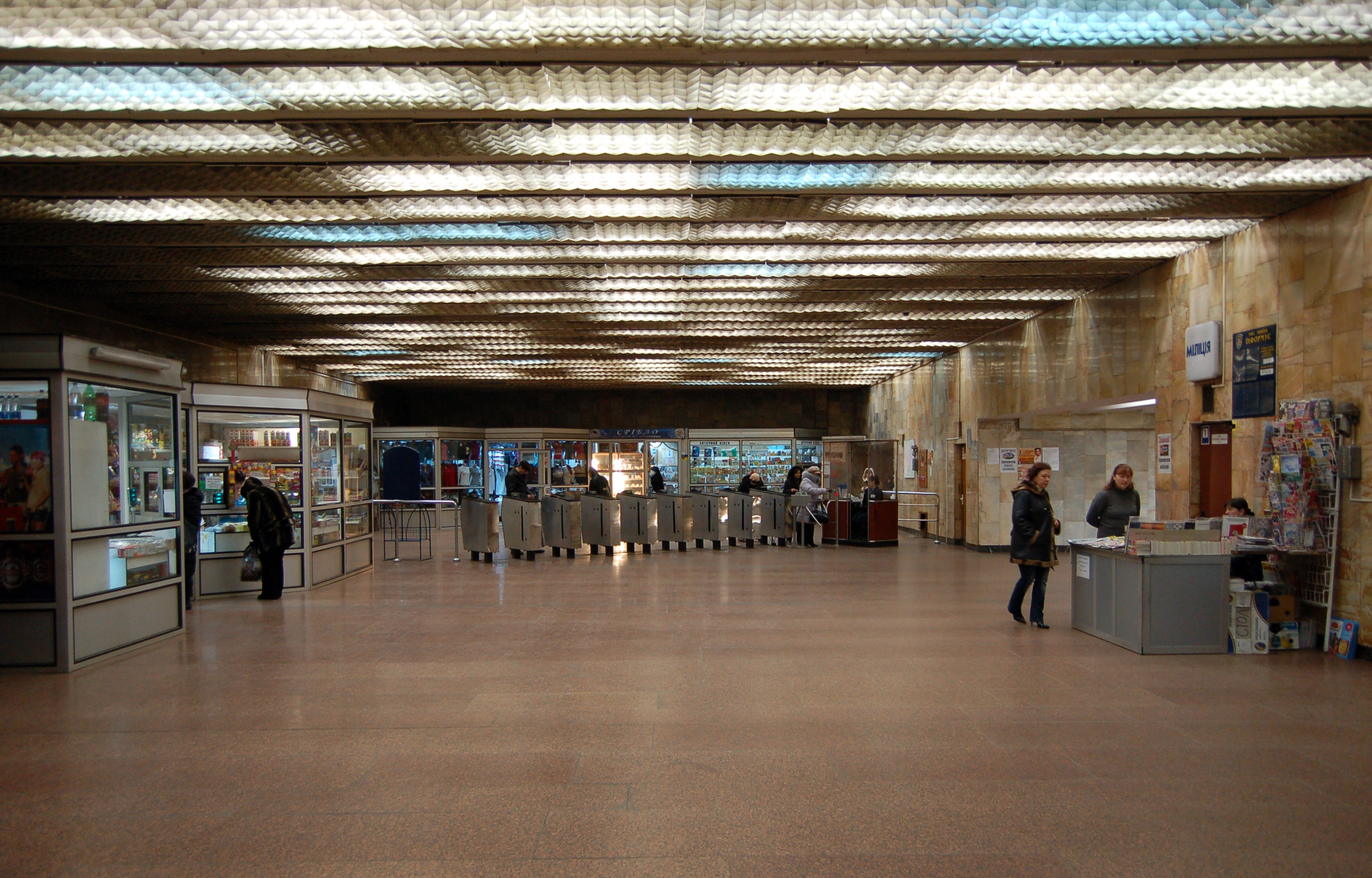

### Desserte
Heroïv Dnipra, station terminus, est desservie par les rames de la ligne Obolonsko-Teremkivska (M2).

Installations et desserte
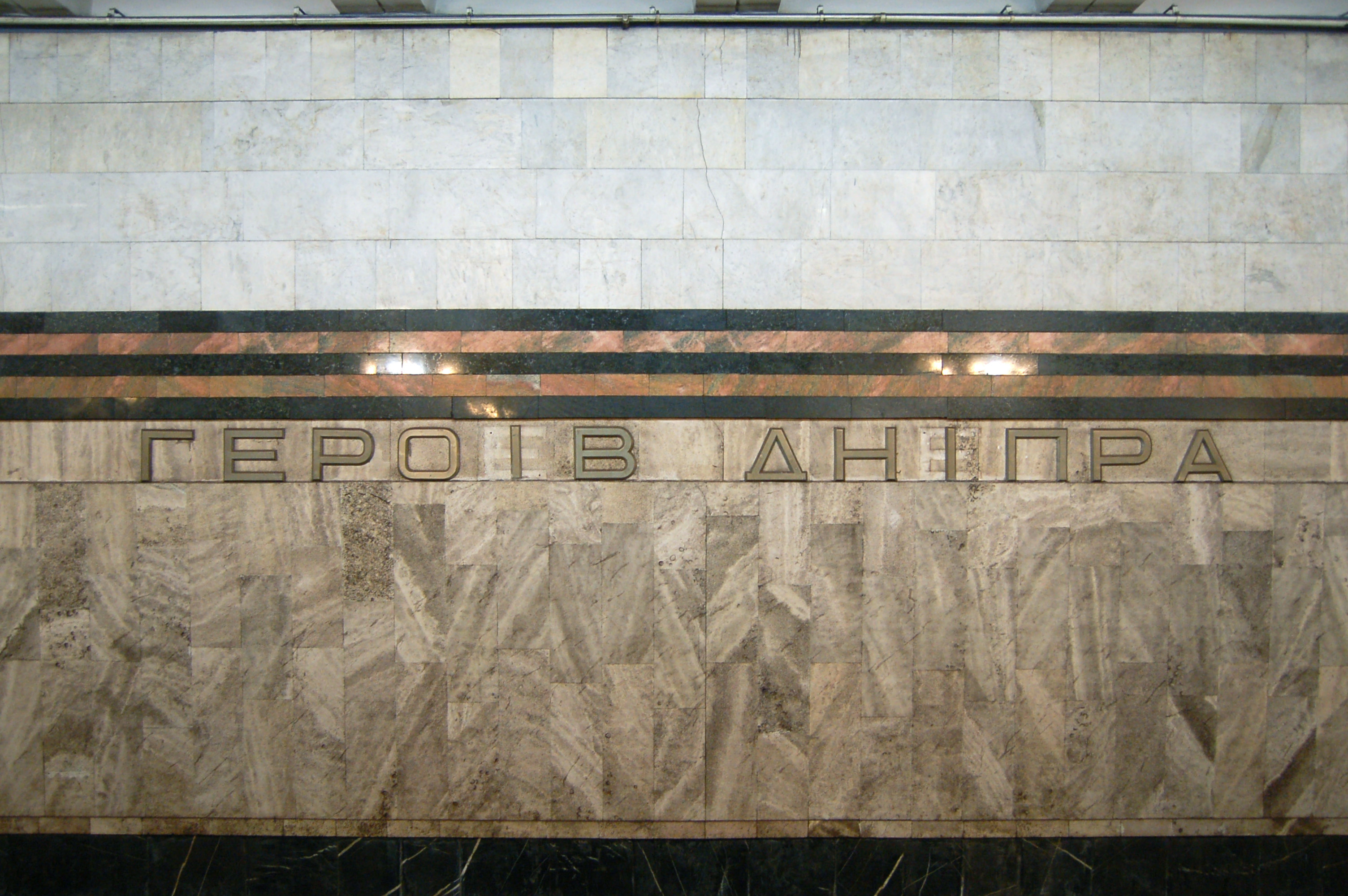
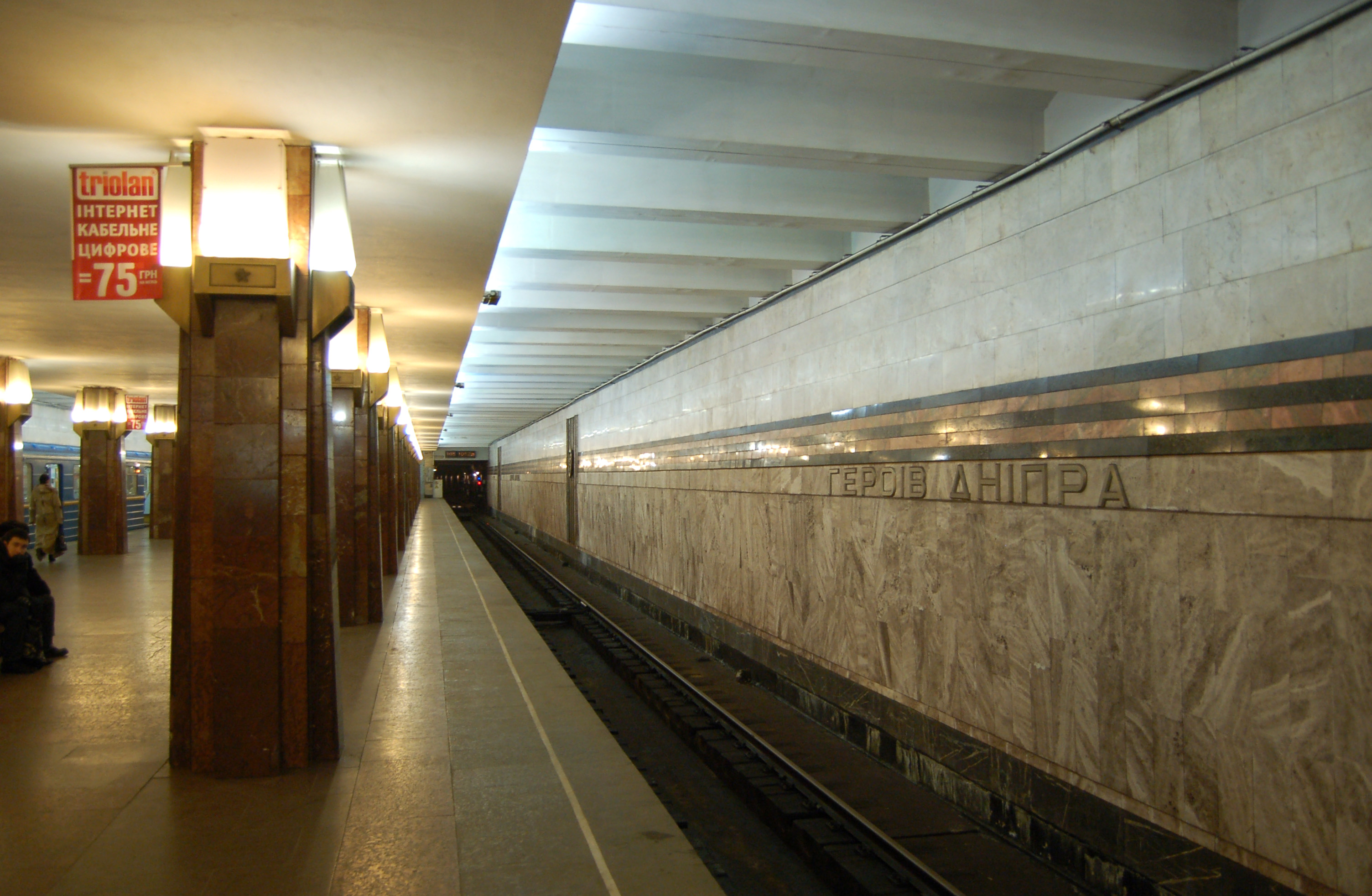
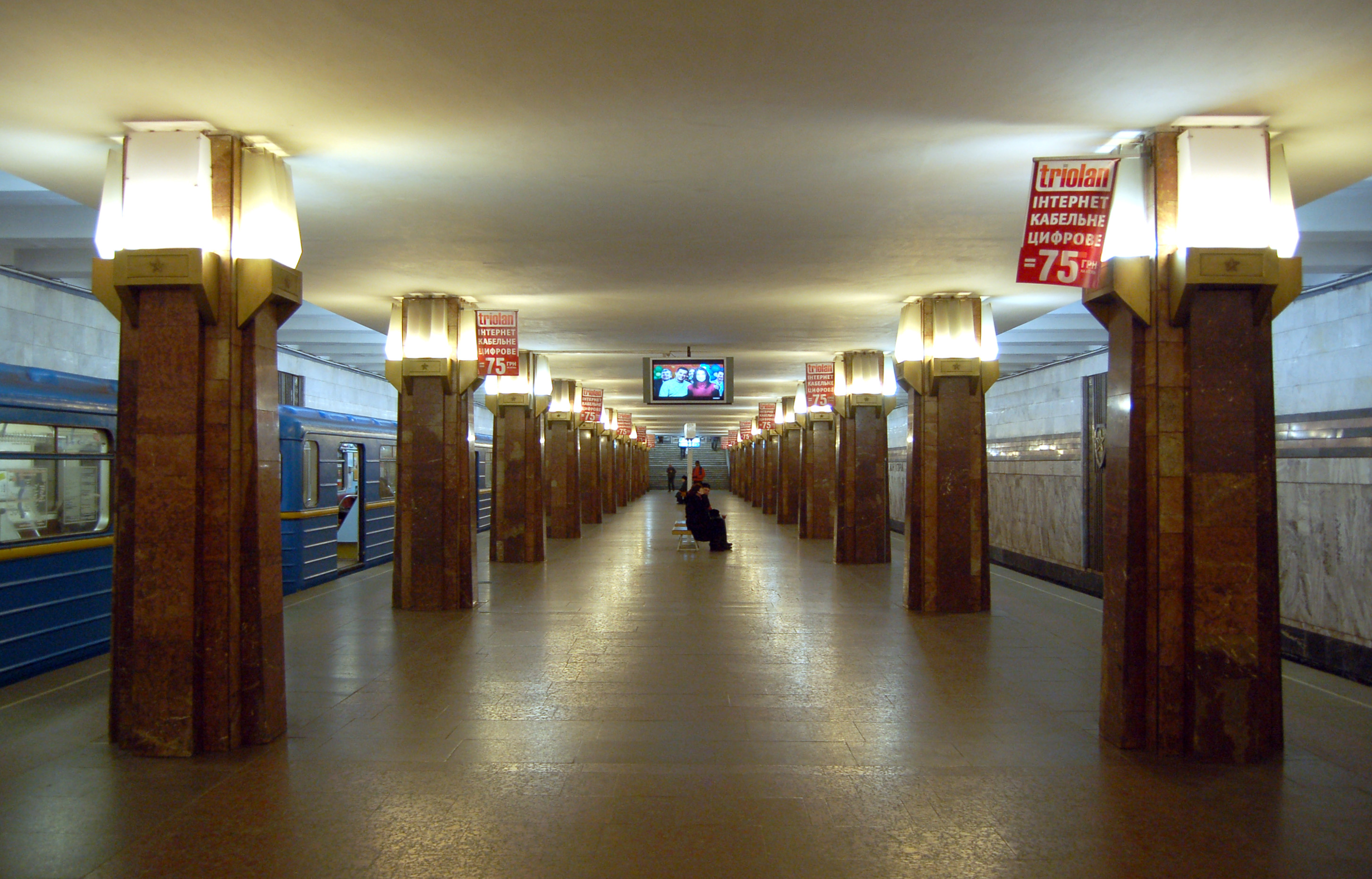